# カルガリー・フレームス
カルガリー・フレームス（Calgary Flames）は、カナダ、アルバータ州カルガリーを本拠としているナショナルホッケーリーグ（NHL）所属のプロアイスホッケーチームである。

## 歴史
1972年、NHLはニューヨーク・アイランダースと共にアトランタ・フレームスの参入を発表した。「フレームス」の名前は南北戦争中の1864年のアトランタ方面作戦によるアトランタ炎上に由来する。

### 黎明期
NHLが1972年からジョージア州アトランタにフランチャイズチーム（アトランタ・フレームス）を設立すると発表したとき、ホッケーファンの多数は、アメリカ合衆国南部にチームを作るなんて馬鹿げたことだと冷ややかな反応を示した。そしてこの反応はある意味で正解であった。フレームスは毎年リーグ最下位争いを演じ、アトランタに本拠地を置いた8期中プレイオフでは一度も勝利できなかった。

### フランチャイズの移転
1980年になると、アトランタの経済低迷を背景にしてチームはカルガリー資本へと売却され、チーム名がカルガリー・フレームスとなる。アルバータ州におけるチーム初年度は、ケント・ニールソン (Kent Nilsson) の49ゴールの活躍などがあり、プレーオフでは1回戦でシカゴ・ブラックホークスを下し、2回戦ではフィラデルフィア・フライヤーズを第7試合で破り、準決勝でミネソタ・ノーススターズ （現ダラス・スターズ） に敗れた。 
1986年までにフレームスは、ダグ・ライズボロー(Doug Riseborough)、ラニー・マクドナルド (Lanny McDonald)、ダン・クイン(Dan Quinn)やゴーリーのマイク・バーノン(Mike Vernon)らを獲得。プレーオフ1回戦ではバンクーバー・カナックスを破り、2回戦でも第7戦でスティーブ・スミス (Steve Smith) の偶然のオウンゴールによりエドモントン・オイラーズに辛勝、またセントルイス・ブルースをも第7戦で下した。しかし、決勝では常勝モントリオール・カナディアンズには歯が立たず、1勝4敗で敗退した。

### スタンレー・カップ初優勝
1989年についにフレームスは、決勝でカナディアンズを下しスタンレー・カップ初優勝をかざり、キャプテン、ラニー・マクドナルドの引退に花を添えた。この優勝は、カナディアンズの本拠地でビジターチームが優勝を決めた初の例となった。当時の主力メンバーは、セオレン・フルーリー、ジョー・ニューウェンダイク、ゲイリー・ロバーツ、アル・マキニス、マイク・バーノン。

### 低迷期
その後7年連続でプレーオフ進出を逃し、1989年当時の主力が次々に他のチームに移籍または引退していった。その間に後に主力となるジャローム・イギンラ(Jerome Iginla)をドラフトで獲得した。イギンラは2003年前後にキャプテンとなった。イギンラは、元ナッシュビル・プレデターズのトーマス・ヴォークーン(Tomas Vokoun)と喧嘩に近い状態になることが多かった。

### 復興期
2004年復活を果す。この年は、カナダのチームとしては初めてウェスタン・カンファレンス3地区の優勝チームを軒並み下し、スタンレー・カップ進出を成し遂げた。ノースウェスト・ディビジョンのバンクーバー・カナックスを第7試合で、セントラル・ディビジョンのデトロイト・レッドウイングス （この年レギュラーシーズン最高成績チームに与えられるプレジデント・トロフィーを受賞）を第6試合で、そしてウェスタン・カンファレンス決勝ではパシフィック・ディビジョンのサンノゼ・シャークスを第6試合で連破し、スタンレー・カップ決勝ではタンパベイ・ライトニングと対戦した。
1993年以来自国チームのカップ獲得から見放されてきたホッケー大国カナダの国民は、まさに「シンデレラ物語」を地でいくフレームスに対し熱狂的な声援を送ったとされる。在ワシントンD.C.のカナダ大使館は、メープルリーフの代わりにフレームスの旗を掲げ、またサンノゼ市民会館でも同様の光景が見られたと伝えられる（このシリーズでシャークスが敗れると、サンノゼ市長はこの市民会館を「世界中のフレームスファンの総本山である」と宣言した。）。フレームスはもともとは保守的とされたサンノゼ市に熱狂をもたらした。
スタンレー・カップ決勝では、フレームスのホームでの第6試合で疑惑のノーゴール判定があったこともあり、決勝は第7戦までもつれ込んだ。第6戦で再延長戦を制したタンパベイ・ライトニングは、第7戦第2ピリオドまでフレームスに僅か7ショットしか許さない奮闘を見せた。フレームスは後半怒涛の攻撃を見せるが、やや遅きに失し2004年6月7日1対2で勝利を逃した。
この快進撃は、2003－2004年度中に獲得したミカ・キプラソフ(Miikka Kiprusoff)の活躍抜きには語れない。彼はサンノゼ・シャークスで、控え選手にもなれないほどだったが、2003年度中にトレードで移籍。ここから怒涛の快進撃を見せ、とうとう守護神のロマン・タレック(Roman Turek)をNHL引退にまで追いやった。
2004－2005年は2004年から2005年のNHLロックアウトでシーズンがなくなったが、翌2005－2006年には最優秀ゴーリーに送られるヴェジーナ賞を獲得した。このキプラソフの活躍で、2003－2004年以降はフレームスは必ずプレーオフに出ている。ちなみに2003－2004年に、ホーム用ジャージーとビジター用ジャージーが入れ替わったため、フレームスは新しいジャージーを発表した（赤ベースのユニフォームに黒いCが燃えている）。

## レッド・マイル
2004年フレームスが奇跡的な快進撃を見せる間、カルガリー市は100万人を超える住民がまさにフレームスブームに沸いた。同市歓楽街として知られる17番通り (17th Ave SW、ホームアリーナのサドルドームから西に延びる) には、試合終了後6万人ともいわれる赤色を身に着けたファンがあふれた。ここから、この通りは「レッド・マイル (The Red Mile) 」として知られるようになる。 
レッド・マイルでのはしゃぎぶりには批判の声も多いが、その一方で、レッド・マイルパーティは世界的にその名を知られるようになり、各地の報道でも取り上げられるようになった。例えばサッカーにおける暴動のように、このような場面では群集が暴徒と化すこともあるが、レッド・マイルはそのような例は少なく、群集の行動はプラス方向であり逮捕者などもいないとされる。

## シーズン別の成績

### アトランタ・フレームス時代 (1972年 - 1980年)
| 年      | GP | W  | L  | T  | OL | GF  | GA  | PTS | 最終順位      | プレイオフ         |
| 1972-73 | 78 | 25 | 38 | 15 | -  | 191 | 239 | 65  | ウェスト7位   | 不参加             |
| 1973-74 | 78 | 30 | 34 | 14 | -  | 214 | 238 | 74  | ウェスト4位   | 準々決勝敗退 (PHI) |
| 1974-75 | 80 | 34 | 31 | 15 | -  | 243 | 233 | 83  | パトリック4位 | 不参加             |
| 1975-76 | 80 | 35 | 33 | 12 | -  | 262 | 237 | 82  | パトリック3位 | 初戦敗退 (LA)      |
| 1976-77 | 80 | 34 | 34 | 12 | -  | 264 | 265 | 80  | パトリック3位 | 初戦敗退 (LA)      |
| 1977-78 | 80 | 34 | 27 | 19 | -  | 274 | 252 | 87  | パトリック3位 | 初戦敗退 (DET)     |
| 1978-79 | 80 | 41 | 31 | 8  | -  | 327 | 280 | 90  | パトリック4位 | 初戦敗退 (TOR)     |
| 1979-80 | 80 | 35 | 32 | 13 | -  | 282 | 269 | 83  | パトリック4位 | 初戦敗退 (NYR)     |

### カルガリー・フレームス時代 (1981年 - )
| 年      | GP | W  | L  | T  | OL | GF  | GA  | PTS | 最終順位          | プレイオフ                            |
| 1980-81 | 80 | 39 | 27 | 14 | -  | 329 | 298 | 92  | パトリック5位     | 準決勝敗退 (ミネソタ・ノーススターズ) |
| 1981-82 | 80 | 29 | 34 | 17 | -  | 334 | 345 | 75  | スマイス5位       | 地区準決勝敗退 (VAN)                  |
| 1982-83 | 80 | 32 | 34 | 14 | -  | 321 | 317 | 78  | スマイス2位       | 地区決勝敗退 (EDM)                    |
| 1983-84 | 80 | 34 | 32 | 14 | -  | 311 | 314 | 82  | スマイス2位       | 地区決勝敗退 (EDM)                    |
| 1984-85 | 80 | 41 | 27 | 12 | -  | 363 | 302 | 94  | スマイス3位       | 地区準決勝敗退 (WPG)                  |
| 1985-86 | 80 | 10 | 31 | 9  | -  | 354 | 315 | 89  | スマイス2位       | スタンレー・カップ決勝敗退 (MTL)      |
| 1986-87 | 80 | 46 | 31 | 3  | -  | 318 | 289 | 94  | スマイス2位       | 地区準決勝敗退 (WPG)                  |
| 1987-88 | 80 | 48 | 23 | 9  | -  | 397 | 305 | 105 | スマイス1位       | 地区決勝敗退 (EDM)                    |
| 1988-89 | 80 | 54 | 17 | 9  | -  | 354 | 226 | 117 | スマイス1位       | スタンレー・カップ優勝                |
| 1989-90 | 80 | 42 | 23 | 15 | -  | 348 | 265 | 99  | スマイス1位       | 地区準決勝敗退 (LA)                   |
| 1990-91 | 80 | 46 | 26 | 8  | -  | 344 | 263 | 100 | スマイス2位       | 地区準決勝敗退 (EDM)                  |
| 1991-92 | 80 | 31 | 37 | 12 | -  | 296 | 305 | 74  | スマイス5位       | 不参加                                |
| 1992-93 | 84 | 43 | 30 | 11 | -  | 322 | 282 | 97  | スマイス2位       | 地区準決勝敗退 (LA)                   |
| 1993-94 | 84 | 42 | 29 | 13 | -  | 302 | 256 | 97  | パシフィック1位   | カンファレンス準々決勝敗退 (VAN)      |
| 1994-95 | 48 | 24 | 17 | 7  | -  | 163 | 135 | 55  | パシフィック1位   | カンファレンス準々決勝敗退 (SJ)       |
| 1995-96 | 82 | 34 | 37 | 11 | -  | 241 | 240 | 79  | パシフィック2位   | カンファレンス準々決勝敗退l (CHI)     |
| 1996-97 | 82 | 32 | 41 | 9  | -  | 214 | 239 | 73  | パシフィック5位   | 不参加                                |
| 1997-98 | 82 | 26 | 41 | 15 | -  | 217 | 252 | 67  | パシフィック5位   | 不参加                                |
| 1998-99 | 82 | 30 | 40 | 12 | -  | 211 | 234 | 72  | パシフィック3位   | 不参加                                |
| 1999-00 | 82 | 31 | 36 | 10 | 5  | 211 | 256 | 77  | ノースウェスト4位 | 不参加                                |
| 2000-01 | 82 | 27 | 36 | 15 | 4  | 197 | 236 | 73  | ノースウェスト4位 | 不参加                                |
| 2001-02 | 82 | 32 | 35 | 12 | 3  | 201 | 220 | 79  | ノースウェスト4位 | 不参加                                |
| 2002-03 | 82 | 29 | 36 | 13 | 4  | 186 | 228 | 75  | ノースウェスト5位 | 不参加                                |
| 2003-04 | 82 | 42 | 30 | 7  | 3  | 200 | 176 | 94  | ノースウェスト3位 | スタンレーカップ・決勝敗退 (TB)       |
| 2005-06 | 82 | 46 | 25 | -  | 11 | 218 | 200 | 103 | ノースウェスト1位 | カンファレンス準々決勝敗退 (ANA)      |
| 2006-07 | 82 | 43 | 29 | -  | 10 | 258 | 226 | 96  | ノースウェスト3位 | カンファレンス準々決勝敗退 (DET)      |
| 2007-08 | 82 | 42 | 30 | -  | 14 | 229 | 227 | 94  | ノースウェスト3位 | カンファレンス準々決勝敗退 (SJ)       |
| 2008-09 | 82 | 46 | 30 | -  | 6  | 254 | 248 | 98  | ノースウェスト2位 | カンファレンス準々決勝敗退 (CHI)      |
| 2009-10 | 82 | 40 | 32 | -  | 10 | 204 | 210 | 90  | ノースウェスト3位 | 不参加                                |

## スタンレーカップ戦績

### 優勝
1988-1989

### 準優勝
2003-2004